# Nouchka van Brakel
Nouchka van Brakel, né le 18 avril 1940 à Amsterdam, est une réalisatrice néerlandaise. Elle est notamment connue pour son film Van de koele meren des doods (en) de 1982.

## Filmographie
- 1975 : Sabotage (court métrage)
- 1975 : Ouder Worden
- 1975 : Zwaarmoedige verhalen voor bij de centrale verwarming
- 1977 : Het debuut
- 1979 : Une femme comme Eva (Een Vrouw als Eva)
- 1982 : Van de koele meren des doods
- 1987 : Een maand later
- 1995 : Aletta Jacobs: Het hoogste streven
- 2001 : De Vriendschap
- 2006 : Ave Maria: Van Dienstmaagd des Heren tot Koningin van de Hemel (documentaire)

## Prix et récompenses
- 2015 : Mira d'or